# HM Cancri
HM Cancri (oznaczany również jako RX J0806.3+1527 lub J0806) – bardzo ciasny układ podwójny gwiazd, w skład którego wchodzą dwa białe karły. Okrążają one wspólny środek masy w czasie 321,5 sekundy. Odległość między nimi to zaledwie 0,0005 j.a. Obydwa składniki mają rozmiary Ziemi, a ich masy stanowią po 0,5 M☉. Układ ten oddalony jest od Ziemi o 1600 lat świetlnych.
Według ogólnej teorii względności układ taki może być źródłem emisji fal grawitacyjnych, unoszących energię, rozchodzących się w przestrzeni z prędkością światła w próżni. Utrata energii powoduje skrócenie okresu orbitalnego o około 1,2 milisekundy rocznie i wzajemne zbliżanie się składników układu o około 60 cm dziennie.